# Andreï Korotaïev
Andreï Vitalievitch Korotaïev (en russe : Андрей Витальевич Коротаев), né le 17 février 1961 à Moscou, est un orientaliste russe, anthropologue, sociologue, historien et économiste. Il est directeur du centre de Moscou de l'anthropologie de l'est (Université d'État des sciences humaines de Russie).
Il est membre du Conseil éditorial des instances suivantes : Social Evolution & History, Almanach Histoire et mathématiques et Journal des études de la mondialisation (Journal of Globalization Studies), à la fois édités par le professeur Arno Tausch à Innsbruck. Andreï Korotaïev est un des fondateurs de la recherche quantitative sur la théorie des systèmes mondiaux en Europe.

## Contributions principales
Les contributions principales d'Andreï Korotaïev appartiennent à trois champs : 
1. études de l'évolution à long terme des systèmes socio-politiques du Yémen du nord-est[3] et sur les origines de l'Islam[4].  Une contribution spéciale a été apportée par Korotaïev dans ce domaine par la détection des tendances principales de l'évolution des cultures yéménites par l'application des méthodes quantitatives à l'analyse des sources épigraphiques[5]. Il a également été le premier à fournir des preuves convaincantes de l'existence de l'organisation matrilinéaire en Arabie pré-islamique [6]
2. études  Interculturelles (Cross-Cultural Studies)[7]
3. le modelage mathématique de la dynamique sociale, économique et historique (cliodynamique)[8].

### Modelage mathématique de la dynamique sociale, économique et historique (cliodynamique)

La croissance hyperbolique de la population du monde

Dans ce domaine il a proposé une explication mathématique convaincante pour « l'équation de jour du Jugement » de von Foerster. En collaboration avec ses collègues, Artemy Malkov et Daria Khaltourina, il a prouvé que jusqu'en 1973 la croissance hyperbolique de la population du monde a été accompagnée de la croissance quadratique-hyperbolique du PIB du monde. La croissance hyperbolique de la population du monde et la croissance quadratique-hyperbolique du PIB du monde observé jusqu'en 1973 ont été corrélées par lui et ses collègues à une rétroaction positive nonlinéaire du second degré entre la croissance démographique et le développement technologique. En collaboration avec Alexander Markov, il a démontré qu'un modèle semblable peuvent être élaborés pour décrire les grandes tendances de l'évolution biologique. Ils ont montré que les changements de la biodiversité à travers le Phanérozoïque sont décrites beaucoup mieux avec le modèle hyperbolique (largement utilisé dans la démographie et macrosociologie) qu'avec les modèles exponentiel et logistique (traditionnellement utilisé en biologie des populations et largement appliquée à la biodiversité ainsi). 

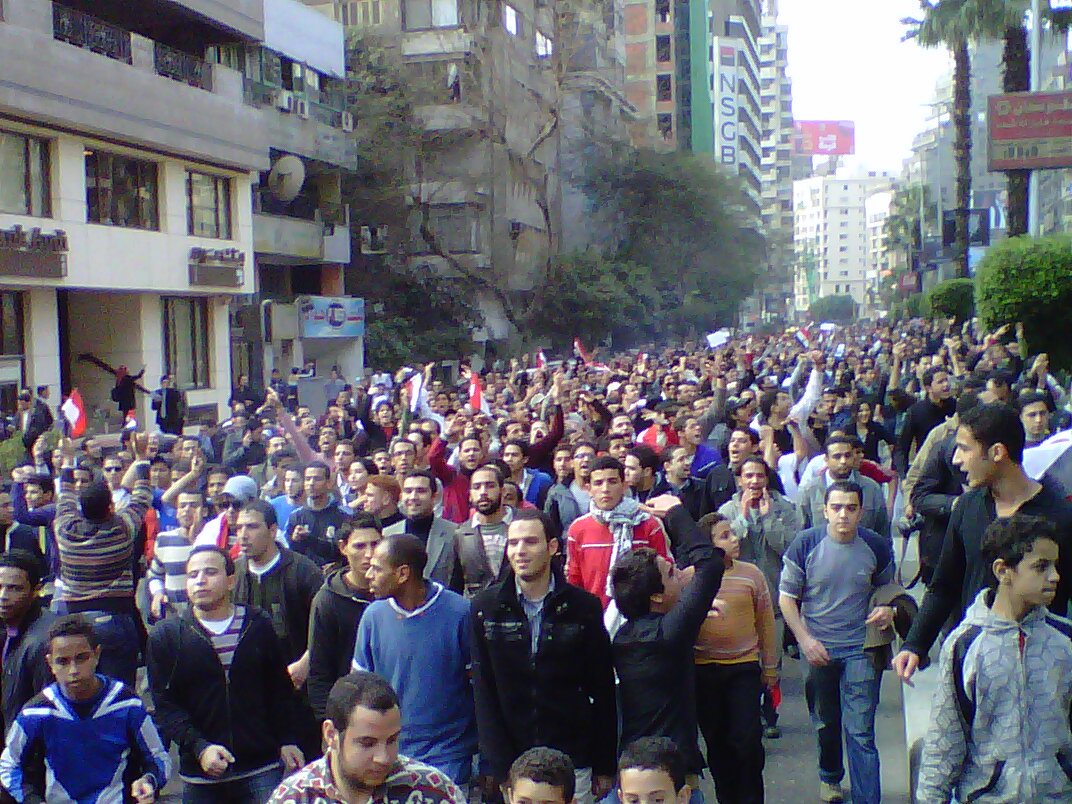
La révolution égyptienne de 2011

 Il a également produit une série de modèles mathématiques qui décrivent en détail la dynamique politique-démographique à long terme de l'Égypte et l'a utilisé pour analyser la révolution égyptienne de 2011.

### Autres contributions
Notez également ses recherches récentes sur les cycles de Kondratiev dans la dynamique économique mondiale.

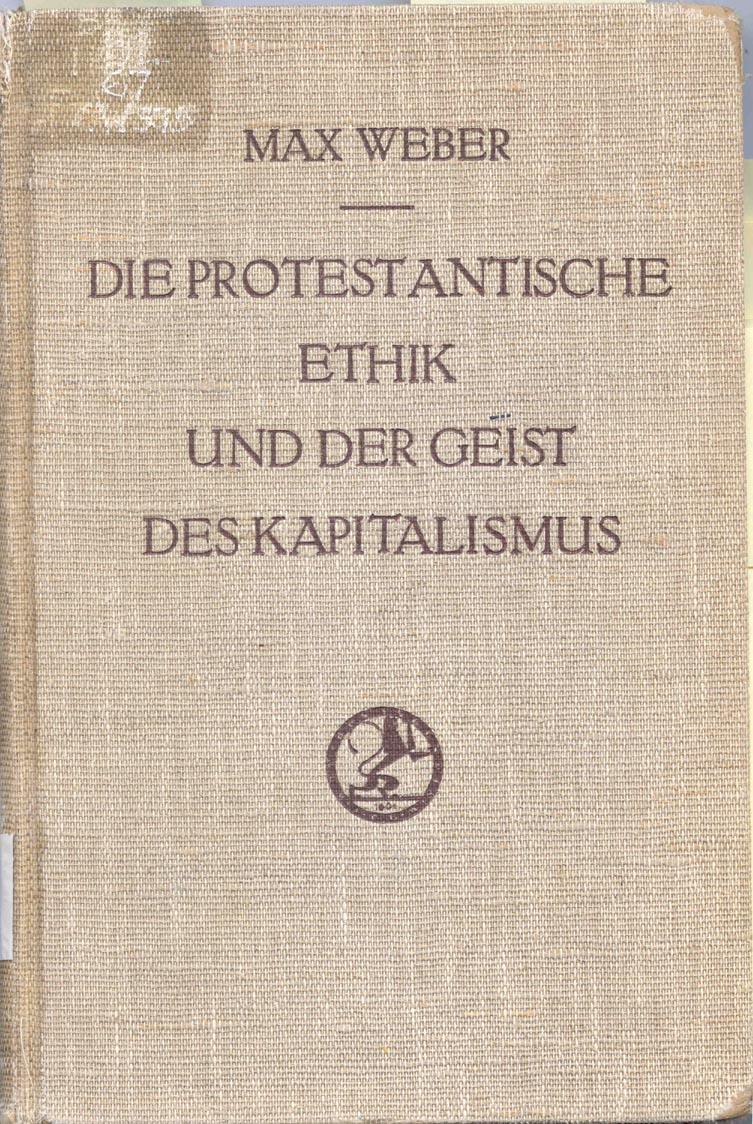

Korotayev et ses collègues ont démontré que le protestantisme a influencé positivement le développement capitaliste non pas tant par l'« éthique protestante », comme cela a été suggéré par Max Weber, mais plutôt à travers la promotion de l'alphabétisation.

### Articles
- (en) Andrey Korotayev, Alexander Kazankov. Regions Based on Social Structure: A Reconsideration // Current Anthropology 41/5 (2000): 668–690.
- (en) Alexander V. Markov, and Andrey V. Korotayev (2007) "Phanerozoic marine biodiversity follows a hyperbolic trend" Palaeoworld 16(4): pp. 311-318.
- (en) Korotayev, Andrey V., & Tsirel, Sergey V.(2010). A Spectral Analysis of World GDP Dynamics: Kondratieff Waves, Kuznets Swings, Juglar and Kitchin Cycles in Global Economic Development, and the 2008–2009 Economic Crisis. Structure and Dynamics. Vol.4. #1. P.3-57.
- (en) Korotayev A., Zinkina J. Egyptian Revolution: A Demographic Structural Analysis. Entelequia. Revista Interdisciplinar 13 (2011): 139-165.
- (en) Globalization Shuffles Cards of the World Pack: In Which Direction is the Global Economic-Political Balance Shifting? World Futures, 70: 515–545, 2014.
- (en) Phases of global demographic transition correlate with phases of the Great Divergence and Great Convergence. Technological Forecasting and Social Change. Vol. 95, 2015, 163–169.
- (fr) Marina Boutovskaïa, Andrey Korotayev, Alexander Kazankov. Variabilité des relations sociales chez les primates humains et non humains: à la recherche d'un paradigme general. Primatologie 3 (2000): 319–363.